# 鈴木章治
鈴木 章治（すずき しょうじ、1932年8月16日 - 1995年9月10日）は、日本のジャズ・クラリネット奏者。神奈川県横浜市に4男2女の次男として生まれる。父の三郎はヴァイオリン奏者、長兄の敏夫はピアノ奏者、3男の鈴木康一はサックスやクラリネットを、4男の鈴木正男もサックスやクラリネットを演奏。正男は鈴木正男&SWING TIMESのリーダー。甥の鈴木直樹は、 鈴木直樹＆Swing Ace Orchestraを率い、サックス、クラリネットを演奏している。

## 経歴

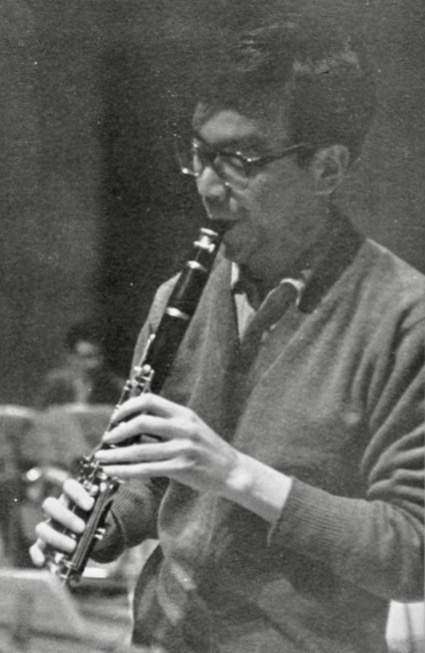
『スイングジャーナル』1962年1月号より。

鈴木章治が最初に手にしたクラリネットは兄（敏夫）が軍楽隊から持ち帰ったBuffet Crampon社製で、当初は兄が生活費を得るために復員の翌日から約2か月半の間、浅草大勝館のボックスで演奏していた。
その後ダンスバンドのピアニストとなった兄の職場へ遊びに行くうちにプロを志すようになり、クラリネット1本だけではやっていけない事を知って貯金を始め、昭和22年15歳の時に待望のアルトサックスを購入する。
進駐軍キャバレー「グランドチェリー」の3番サックスを皮切りにリズム・エースの結成に到るまで実に23もの楽団を渡り歩いた。
【在籍した主な楽団】
①三木鶏郎とその楽団～鈴木章治が初めて全国放送に出演。
②東松二郎とアズマニアンズ～リーダーの東松二郎はクラリネット奏者で、鈴木章治のクラリネット・スタイルの原点はベニー・グッドマンではなく東松二郎であったといわれる。
③松井八郎と東京ジャイブ～松井八郎がアズマニアンズから独立する際に見込まれて引き抜かれ、この頃からクラリネットに専念する。
④南里文雄とホット・ペッパーズ～ここでディキシーランド・ジャズを本格的に学ぶ。
⑤池田操とリズム・キング～このバンドで彼のスタイルに決定的な影響を与えた秋満義孝と知り合う。
池田操とリズム・キングが築地のクラブで深夜まで出演することとなり、逗子から通っていた鈴木章治は家に帰れないという理由で退団を決意する。
これを機にピアノの秋満義孝・ヴァイブの南部三郎らにより鈴木章治とリズム・エースが結成された。年少の鈴木がリーダーとなったのは、最年長で人格者でもあった南部三郎の勧めによるものとされている。
※以上、「アニヴァーサリー・アルバム」のライナー（油井正一氏寄稿）より抜粋。
結成時期は1952年・1953年の両説あるが、初ステージは1953年4月、立川市富士見町の「モナコ」とされている。
以後、リズム・エースとしての演奏活動はリーダーの鈴木章治が1995年に没するまで40年以上続き、ベスト盤も含め膨大なレコード・CDがリリースされている。

## 鈴木章治とリズム・エースの活躍
1954年にビクターからグループ名義のSP盤が発売され、音楽雑誌(スイングジャーナル)の表紙を飾ったりクラリネット奏者部門の人気投票で第1位になるなど、人気・実力ともにトップバンドしての地位が確立していた。
そんな中、1957年1月、スウィングの王様といわれるベニー・グッドマン楽団が来日し、彼の楽団でリード・アルト・サックスを担当していたピーナッツ・ハッコーが、銀座のクラブで鈴木章治とリズム・エースが演奏していたのを聴いた。その中の「鈴懸の径」を非常に気に入り、その後の米欧巡演でも「プラタナス・ロード」として演奏、吹き込みも行っている。
同1月17日の深夜から翌18日の早朝にかけて、TBSのスタジオであるTBSホールでのリズム・エースの放送用録音にピーナッツ・ハッコーがクラリネット奏者としてゲスト参加し、「鈴懸の径」（Platanus Road）、「アイ・サレンダー・ディア」（I Surrender Dear）、「君去りし後」（After You've Gone）、「タイム・オン・マイ・ハンズ」（Time On My Hands）、「ロゼッタ」（Rosetta）等を収録した（この５曲は同年発売されたビクターのLPに収録）。
この「鈴懸の径」は放送後にリクエストが殺到し、ジャズ・レコードの記録を破る大ヒットとなった。
これを機に、鈴木章治とリズム・エースの人気はさらに高まり、1966年にニューヨークのエディ・コンドンのクラブに3週間連続で出演し、1982年にはカーネギー・ホールでのコンサートを実現した。
なお、灰田有紀彦（晴彦）作曲、灰田勝彦が歌ってヒットした原曲の「鈴懸の径」は、歌謡曲には少ない3拍子で、これを鈴木章治が4拍子にジャズアレンジしてさらに大ヒットさせたものである。 
自身の作曲に、「春のリフ」「野菊のように」「祭りと子供」「真珠の指輪」「キングス・ホリデイ」「今宵また」「ふるさとの子守唄」（以上リリース済）などがある。
※1959年10月11日の産経ホールにて、鈴木の作曲による「初めての恋を（作詞:永六輔）」をゲスト参加のペギー葉山が歌っているが、LPには未収録。
また、クラシック作品の演奏記録としては1959年10月に東京交響楽団（指揮:上田 仁）との『クラリネット小協奏曲』（Carl Maria von Weber）、1960年にアカデミー弦楽四重奏団との『クラリネット五重奏曲』（Wolfgang Amadeus Mozart）などがある。
1993年にはジャズ界最高の栄誉である南里文雄賞を受賞した。1995年9月10日に心不全のため63歳で死去した。

## ディスコグラフィ
※ 1960年代半ば頃までは録音データ等の未記載が多いため、正確な発売時期をご存じの方は逐次追加・訂正をお願いいたします。
※ グループ名は【リズム・エース】の他に、【オールスターズ】、【オールスター・ディキシーランド・バンド】、【ディキシーランド・オールスターズ】、【鈴木章治とスイング・オール・スターズ】といった名義も含まれます。
※ 歌謡曲の伴奏や他バンドのゲスト参加等は除外しています。
【SP・シングル・EPコンパクト盤】
・小さなホテル（There's a Small Hotel）/ 特別航空便（Air Mail Special）（SP盤 ビクター A-5177 1954年8月）
・SHOJI SUZUKI QUINTET （EPコンパクト盤 ROCKWELL ME-502 発売時期不詳 1956年8月24日録音）
・ミッドナイト・イン・トウキョウ 第1集〔その1〕 (EP キング KEA-24 ※浜辺の歌、ブルー・ルーム 収録    1957年)
・鈴懸の径/アイ・サレンダー・ディア/君去りし後(EPコンパクト盤 ビクターCP-1022 1957年)
・鈴懸の径/君去りし後/恋人よ我に帰れ/アマポーラ(EPコンパクト盤 ビクター SCP-1280 時期不詳)
・鈴懸の径/森の小径 (EP ビクター SS-1603 1965年)
・鈴懸の径/メラコンリー/森の小径/二人でお茶を (EPコンパクト盤 ビクター SVC-152 1966年)
・鈴懸の径～鈴木章治ベスト5 (EPコンパクト盤 ビクター SRA-7 ）
・鈴懸の径/森の小径/小さな花/再会 (EPコンパクト盤 フィリップス FX-3011 1974年？)
・鈴懸の径/森の小径 (EP ビクター SV-3071 時期不詳)
・鈴懸の径/森の小径 (ソノシート ビクター FY-5074 時期不詳)
・素敵なダンセット （SP盤 コロムビアSPR 1753 1958年2月 日東紡PR用※A面楠トシエ）
・キング・ジャズ・フェスチヴァル（EP キング EA-47 1958年）※1958年5月2日、産経ホールで開催された実況録音より「ス・ワンダフル」、「オー・レディ・ビー・グッド」の2曲収録。
・黒い瞳/ステンカ・ラージン（EP テイチク NS-118 1958年）
・小さな花/野菊のように (EP ビクター AS6022 1959年)
・五木の子守唄/宵待草 (EP キング EB-149 1959年)
・ともしび/走れトロイカ（EP テイチク NS-156 1959年）
・恋のブルース/素敵なあなた (EP コロムビアLL-1002 1959年) 
・荒城の月/黒田節 (EP ビクター SVS-3 1960年) 
・セ・シ・ボン/アイ・ラブ・パリ (EP テイチク NS-228 1960年) 
・小雨降る径/愛の賛歌 (EP テイチク NS-256 1960年) 
・バラ色の人生/枯葉 (EP テイチク NS-277 1960年) 
・ジングル・ベル/赤鼻の馴鹿ルドルフ (SP 東芝 NP-5005 時期不詳)
・ジングル・ベル/赤鼻の馴鹿ルドルフ (EP 東芝 JP-5005 時期不詳)
・サンタクロースが町に来る/サンタクロースがやって来る (EP 東芝 JP-5092 時期不詳)
・ジングル・ベル/赤鼻のトナカイ/ホワイト・クリスマス/聖しこの夜 (EP 東芝 TP-4020 時期不詳)  ※オールスター・ディキシーランド・バンドとなっているが、元音源はSWINGIN' CHRISTMAS (LP 東芝 JPO-1128)。
・はてしなき恋/故郷が恋しい時 (EP 東芝 TP-1249 1966年)

【オリジナルアルバム】
・鈴懸の径 (LP ビクターLS-5064 1957年)
・鈴懸の径 (10インチLP ビクター HP-540 1957年)
・森の小径 (LP ビクターLS-5089 1957年)
・森の小径 (LP ビクターSJL-5002 1958年)※同上のステレオ盤
・鈴木章治と彼のリズム・エース (10インチLP キング LKD-1002 1957年７月録音)
・ジャズ・スタイル・アルバム (10インチLP テイチク NL-1012 1958年)
・リサイタル アット ヤマハ ホール (LP キング LKB-13 1958年)
・ダイヤモンド・パレード(10インチLP テイチク NL-1035 1958年)
・ロシヤ民謡集 (10インチLP テイチク NL-1049 1959年)
・世界の民謡集（10インチLP テイチク NL-1080 1959年） 
・浜辺の歌(HAMABE NO UTA) (LP キング KC-9 1959年)
・荒城の月 鈴木章治リサイタル第1集 (LP ビクター JV-5009 1960年) ※1959年10月11日産経ホール実況録音盤
・荒城の月 鈴木章治リサイタル第1集 (LP ビクター SJL-5005 1960年) ※同上のステレオ盤
・スターダスト 鈴木章治リサイタル第2集 (LP ビクター JV-5010 1960年) （同）
・鈴木章治のシャンソン集 （LP テイチク NL-3002 1960年？）
・クラシックをスイングで (LP東芝 JPO-1120 1961年)
・鈴木章治の夢見るクラリネット（LP テイチク NL-3004 1961年？）
・雪の降る町を（10インチLP キング SKF-50 1961年）
・SWINGIN' CHRISTMAS (10インチLP 東芝 JPO-1128 1961年)
・陽気なクリスマス (10インチLP 東芝 JPO 1230 1962年)
・COMPOSER'S CORNER VOL.1 ガーシュウィン傑作集 (LP東芝 JSP-1003、JLP-1013 )
・COMPOSER'S CORNER VOL.2 コール・ポーター傑作集 (LP東芝 JSP-1004、 JLP-1014)
・COMPOSER'S CORNER VOL.3 リチャード・ロジャース傑作集 (LP東芝 JSP-1006、JLP-1016 )
・COMPOSER'S CORNER VOL.4 アーヴィング・バーリン傑作集 (LP東芝 JSP-1007、JLP-1017 )
・COMPOSER'S CORNER VOL.5 ジェローム・カーン傑作集 (LP東芝 JSP-1010、JLP-1020 )
・COMPOSER'S CORNER VOL.6 デューク・エリントン傑作集（LP東芝 JSP-1014、JLP-1022 ）
・COMPOSER'S CORNER VOL.7 ジミー・マックヒュー傑作集 / ヴィンセント・ユーマンス傑作集 (LP東芝 JSP-1016、JLP-1024)
・COMPOSER'S CORNER VOL.8 ホーギー・カーマイケル傑作集 シグモンド・ロンバーグ傑作集 (LP東芝 JLP-1025)
・COMPOSER'S CORNER VOL.9 ヴィクター・ヤング傑作集 / ハロルド・アーレン傑作集 (LP東芝 JSP-1021)
・COMPOSER'S CORNER VOL.10 バーノン・デュークほか傑作集 (LP東芝 JSP-1022)
※「COMPOSER'S CORNER」は1960年10月1日に設立された東芝音楽工業㈱による記念企画のひとつ。同年7月21日に録音が開始され、1962年にかけて計10枚がモノラル（JLP）とステレオ（JSP）で発売された。
・魅惑のクラリネット (LP 東芝 JPO-1200 1962年)
・魅惑のクラリネット (LP 東芝 JSP-3034 1962年)
・魅惑のクラリネット第2集  (LP 東芝 JSP-3040 1962年)
・魅惑のクラリネット第3集 (LP 東芝 JPO-1257 1963年)
・魅惑のクラリネット第？集（LP 東芝 JSP-3060 時期不詳）
・魅惑のクラリネット第4集  スイングで世界一周（LP 東芝 JSP-3076 1963年）
・魅惑のクラリネット第5集 (LP 東芝 JSP-3101 時期不詳)
・魅惑のクラリネット ふるさとの唄 (LP 東芝 TP-7036 1964年)
・魅惑のクラリネット (LP ビクター SJV-284 1967年)
※『魅惑のクラリネット』は他にもVictor、Polydor社より、水野純交、北村英二、藤家虹二のアルバムが発売されている。
・レッツ・ダンス!! リズム・エース（LP 東芝 TP-7070 1966～7年頃）※日本社交舞踏教師協会選定
・はてしなき恋 (LP東芝 TP-7109 1966年？鈴木道明作品集）
・クラリネット・スタンダード・デラックス (LP コロムビア PX-10016 1969年)
・Hush-A-Bye (LP ビクター SJV-1126 1971年)
・ALL NIGHT SWING 鈴木章治とリズムエースの全て (LP 東芝 ETP-7545～46 ライヴ盤1971年)
・鈴懸の径 リズムエース・アゲイン(LP ビクター SJV-1127 1971年)
・スウィング・アルバム (LP コロムビア 30CY-1390 1972年)※1987年CD再発
・Live in Nemu Vol.1～2 (LP ビクターCD4K-7002～3 1972年)※結成20周年記念
・鈴懸の径 鈴木章治とリズムエース（LP ビクター KVX-1076 1972年 ※ヤマハ合歓の郷、クラブ夢殿ライヴより抜粋）
・鈴木章治 スイング・アルバム（LP コロンビア JDX-78 1972年）
・リサイタル アット・ヤマハ・ホール (LP キング SKK 3017 1973年)
・再会 (Peanuts Hucko meets Shoji again) (LP 日本フォノグラムFX-8097  1974年)
・鈴懸の径 鈴木章治とリズム・エース ベスト・アルバム (LP キング SKK-3024 1974年)
・北村英治 vs 鈴木章治 （ジャズ・バトル・シリーズ） （LP テイチク GM-5001 1976年）
・レッツ・ダンス (LP キング SKK-3034 1976年)
・スモール・ホテル (LP キング SKA-3004 1977年)
・鈴木章治と彼のリズムエース (LP キング JAZ-3010 1978年※キング LKD-1002の再発)
・鈴懸の径 鈴木章治とリズムエース（LP ビクター KVX-1076 1980年 ※1972年ヤマハ合歓の郷、クラブ夢殿ライヴ）
・栄光の20年 新・鈴懸の径 (LP RCA RVJ-6075 1980年)
・「鈴懸の径」コンサート (LP CARNIVAL RVJ-6092 1980年)
・スイング・イン・マンハッタン (LP CARNIVAL RJL-8047 1983年)
・SWINGIN` NIGHT (LP CARNIVAL RJL-8097 1984年) ※1983.05.15ライブ録音
・アニバーサリー・アルバム (LP RVC RJL-8114 1986年) 
・アニヴァーサリー・アルバム (CD BMG 1986年) 
・栄光の20年 新・鈴懸の径 鈴木章治とリズム・エース (CD RCA BVCJ 7419, BVCJ 37534)
・ザ・バトル/北村英治 VS 鈴木章治 (CDテイチク 30CH-59 LP再発盤) 
・SHOJI SUZUKI SWING ALBUM(CD日本コロンビア1987年) 
・「鈴懸の径」イン・マンハッタン(CD RVC R28H-2814 1987年？)※1982.11.03録音
・Swing on My Mind Tribute to Benny Goodman(CDアルファ ALCR-232 1988年)
・Swing Is My Life (CDアルファ ALCR-231 1992年) ※最後のアルバム録音

【ベスト盤・オムニバス】
・ハイカラー・クラブ "サンデイ・ジャズ・コンサート"（VA） (LP キング LKB-1 ※エアー・メイル・スペシアル、あなたの思い出、ローズ・ルーム収録 1956年4月15日録音)
・ミッドナイト・イン・トウキョウ 第1集（VA） (LP キング LKB-3 ※浜辺の歌、ブルー・ルーム収録 1956年11月録音)
・ALL STARS JAZZ IN JAPAN（V.A.）（LP ANGEL JLP-1001 ※私の彼氏収録  1957年録音）
・鈴木章治の魅惑のクラリネット (ソノシート 3枚7曲入り 勁文社の総天然色レコード№44 1963年頃)
・鈴懸の径 鈴木章治リサイタル (ソノシート3枚7曲入り ビクター SMB-3012 時期不詳)
・鈴懸の径 (LP ビクター SRA-5063 1966年)
・豪華版 「鈴懸の径」～ 鈴木章治のすべて (LP2枚組 ビクター SRA-9036～37 1968年)
・鈴懸の径 (LP RCA SX-245 1972年※既発曲の疑似ステレオ)
・鈴木章治とリズム・エース（LP ビクター SJV-1154～5 1972年）
・鈴懸の径 日本のジャズ6(LP ビクター VFC-5506 1973年？)
・鈴懸の径 鈴木章治 ゴールドデラックス (LP2枚組 RCA RCA-8073～74 1975年)
・魅惑のクラリネット (カセット16曲 勁文社 POC-1027 時期不詳)
・鈴懸の径 (カセット20曲 RVC-3070 時期不詳)
・不滅の日本ジャズポップス（LP10枚組POLYDOR JN-4111～20 1980年 ※「再会」が曲順を変えて全曲収録 ）
・決定版・鈴木章治（LP2枚組 RCA RMF-2513～14 1979年）
・鈴懸の径 (LP RCA RP-L3530 1981年 ※鈴懸の径・森の小径より抜粋)
・鈴懸の径〜鈴木章治BEST(CD BMGビクター株式会社 1989年)
・栄光の日本ジャズメンの軌跡/鈴木章治とリズム・エース (CDキング 250A-54 1989年)※1973～1974年録音
・ジャズ・イン・ジャパン 1947～1963(CD9枚組 ビクターVICJ-60722  2001年)に1959年サンケイホールのリサイタルのLP音源19曲収録、同タイトルの1枚物（VICJ-60715）にSP音源（小さなホテル/ 特別航空便）収録 
・鈴木章治 ベスト・セレクション (CDビクター BVCJ-2609 1994年) 
・永遠のクラリネット/鈴木章治〜メモリーズ・オブ・ユー〜 (CDキング KICJ-261～2 1995年 追悼盤) 
・鈴懸の径〜メモリアルベスト〜鈴木章治とリズムエース (CDビクターVICG-5427 1995年 ※1971～72年録音) 
・THE SHOJI SUZUKI QUINTET (CD ROCKWELL RW-1001 1996年 ※1956年録音) 
・ETERNAL BEST SHOJI SUZUKI (CD BMGジャパン 1998年) 
・永遠のスタンダード・ポピュラー スウィンギング・クラリネット(CD KS CREATE INC. 1999年) 
・ベスト・オブ・鈴木章治 (CD BAYSTATE 2002年) 
・華麗なるクラリネットの世界（CD5枚組 ビクターファミリークラブ ※26曲収録） 

【著作等】
・ジャズ・クラリネット入門 (全音楽譜出版社 70頁 1967年)

【VHS・DVD等】
・JAZZ FESTIVAL IN NAGOYA LIVE VIDEO 鈴木章治&秋満義孝ジョイントコンサート(ホメロス1982年)
・鈴木章治スイング・ジャズの世界(株式会社パックインビデオ発売年月日不詳)

【テレビ番組出演等】
・テレビ東京 「ミラクルガール」第5話「包囲線のメロディー」に出演(1980年4月21日放送)。
鈴木章治を尊敬する売れない音楽家(石田純一)がスナックジャックの犯人に。犯人の要求に応じて鈴木章治は事件現場に駆けつけ、自身が作曲した「ふるさとの子守唄」を演奏。
・「徹子の部屋」に出演(1982年10月15日放送)。
・「徹子の部屋」追悼番組(1995年10月13日放送) ジョージ川口氏出演。